# Samadhiala Charan
Samadhiala Charan fou un estat tributari protegit a l'agència de Kathiawar, prant de Gohelwar, presidència de Bombai, format per només un poble amb dos tributaris-propietaris separats; tenia una superfície de 6 km² i una població el 1881 de 135 habitants. Els ingressos estimats eren de 80 lliures, i no pagava tribut.